# Bryan Ruiz
Bryan Ruiz González (San José, 18 agosto 1985) è un ex calciatore costaricano, di ruolo attaccante o ala.

## Biografia

### Club

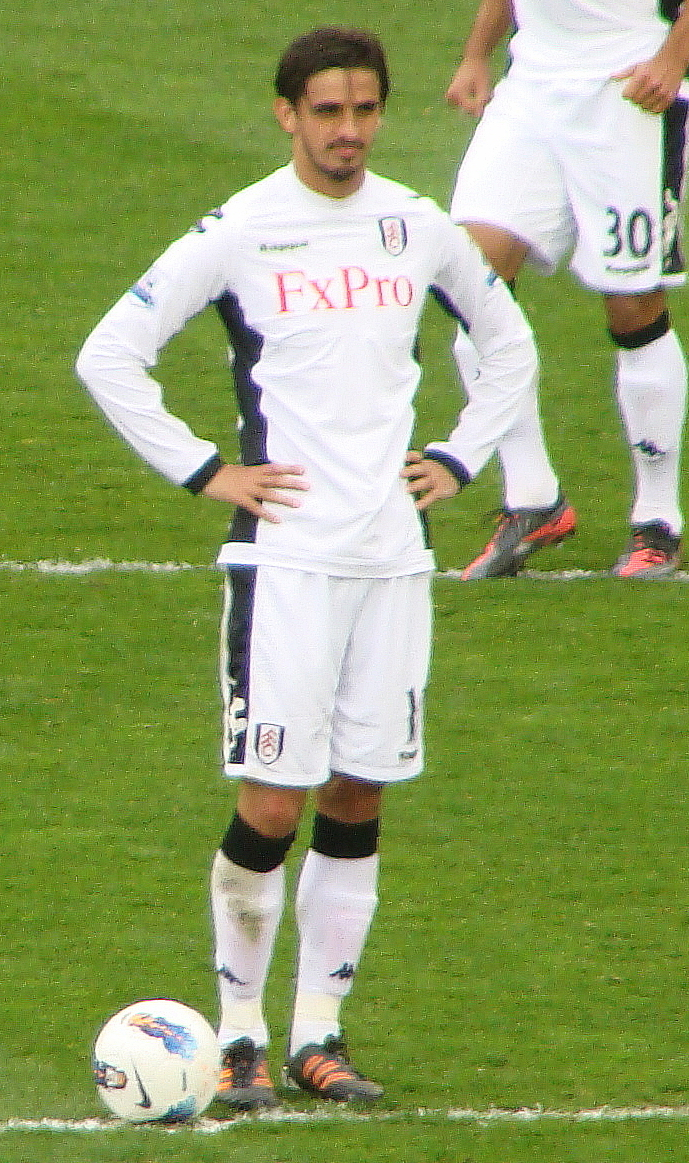
Bryan Ruiz con la maglia del Fulham nel 2012

Originario di San José, capitale della Costa Rica, Bryan Ruiz ha iniziato nelle squadre giovanili dell'Alajuelense prima di esordire con la prima squadra all'età di diciotto anni.
Nel campionato locale, Bryan Ruiz si rivela un cannoniere prolifico. In tre stagioni, il giovane attaccante diventato nazionale costaricano alcuni mesi dopo il suo debutto professionale, segna venticinque gol in sessantasette partite.
Il costaricano raggiunge poi il Gent. La sua seconda stagione in Jupiler League lo vede andare a rete per undici volte, in particolare una tripletta contro il Lokeren nel dicembre del 2007. Bryan Ruiz firma in seguito per una terza stagione con il Gent.
Il 15 luglio 2009 Gent cede poi Bryan Ruiz al Twente per la somma di cinque milioni di euro.
Nella prima stagione in Eredivisie il costaricano mette a segno 24 gol in 34 partite, contribuendo al primo titolo nazionale del Twente e guadagnandosi la titolarità in Nazionale, senza però riuscire a qualificarsi per i mondiali
L'8 maggio 2011 vince la Coppa d'Olanda contro l'Ajax in rimonta per 3-2 dopo i tempi supplementari.
Il 31 agosto 2011 passa al Fulham per 10,6 milioni di sterline e firma un contratto per quattro stagioni con l'opzione per una quinta. Segna il suo primo goal il 23 ottobre seguente nella sconfitta per 1-3 contro l'Everton.
Il 15 gennaio 2014 passa in prestito al PSV Eindhoven, ritornando così a giocare in Eredivisie dopo tre anni. Al termine della stagione fa ritorno al Fulham.
L'8 luglio 2015 viene acquistato dallo Sporting Lisbona, con cui firma un contratto triennale, ad una clausola rescissoria di ben 60 milioni.

### Nazionale
Ruiz ha fatto il suo debutto per la Nazionale della Costa Rica contro la Cina il 19 giugno 2005.
Ha rappresentato i Ticos alle Gold Cup 2005, Gold Cup 2011 e Gold Cup 2015, Capitano (calcio) la squadra nell'ultima competizione. Il suo primo gol internazionale è arrivato contro l'Honduras nel torneo del 2005.
Ruiz ha segnato sei gol durante le qualificazioni per la Qualificazioni al campionato mondiale di calcio 2010 - CONCACAF, ma la Costa Rica è stata eliminata dall'Uruguay nello spareggio intercontinentale. Nelle qualificazioni per la Campionato mondiale di calcio 2014, ha segnato tre gol per portare la squadra alla fase finale del torneo in Brasile.
Nel giugno 2014, Ruiz è stato convocato nella squadra della Costa Rica per la Coppa del Mondo FIFA 2014. Nella partita di apertura del torneo, ha Capitano (calcio) Los Ticos nella vittoria per 3-1 contro l'Uruguay a Fortaleza. Il 20 giugno, Ruiz ha segnato l'unico gol nella sorprendente vittoria per 1-0 della Costa Rica contro l'Italia, qualificandosi per gli ottavi di finale, dove ha nuovamente segnato il gol della sua squadra nel pareggio per 1-1 contro la Grecia. Ruiz ha poi convertito con successo il suo calcio di rigore durante i tiri di rigore, con la Costa Rica che ha vinto per 5-3. Ai quarti di finale, Ruiz è stato uno dei due costaricani a vedere il suo calcio di rigore parato da Tim Krul nella sconfitta ai tiri di rigore per 4-3 contro i Paesi Bassi.
Due anni più tardi viene convocato per la Copa América Centenario negli Stati Uniti.
Nel maggio 2018, è stato convocato nella rosa di 23 giocatori della Costa Rica per la Coppa del Mondo FIFA 2018 in Russia. Nell'ultima partita della fase a gironi contro la Svizzera, ha segnato un gol del pareggio all'ultimo minuto su calcio di rigore nel pareggio per 2-2; tuttavia, il gol è stato accreditato come autorete del portiere svizzero Yann Sommer.
Nel novembre 2022, Ruiz è stato convocato nella rosa di 26 giocatori per la Coppa del Mondo FIFA 2022.

## Statistiche

### Presenze e reti nei club
Statistiche aggiornate al 3 novembre 2022.
| Stagione                | Squadra                 | Campionato              | Campionato | Campionato | Coppe nazionali | Coppe nazionali | Coppe nazionali | Coppe continentali | Coppe continentali | Coppe continentali | Altre coppe | Altre coppe | Altre coppe | Totale | Totale |
| Stagione                | Squadra                 | Comp                    | Pres       | Reti       | Comp            | Pres            | Reti            | Comp               | Pres               | Reti               | Comp        | Pres        | Reti        | Pres   | Reti   |
| ----------------------- | ----------------------- | ----------------------- | ---------- | ---------- | --------------- | --------------- | --------------- | ------------------ | ------------------ | ------------------ | ----------- | ----------- | ----------- | ------ | ------ |
| 2003-2004               | Alajuelense             | PD                      | 20         | 3          | -               | -               | -               | CI+CCL             | 6+4                | 4+1                | -           | -           | -           | 30     | 8      |
| 2004-2005               | Alajuelense             | PD                      | 31         | 13         | -               | -               | -               | -                  | -                  | -                  | -           | -           | -           | 31     | 13     |
| 2005-2006               | Alajuelense             | PD                      | 35         | 8          | -               | -               | -               | CI+CCL             | 7+4                | 6+0                | -           | -           | -           | 46     | 14     |
| 2006-2007               | Gent                    | D1                      | 16         | 3          | CB              | 2               | 0               | Int                | 1                  | 0                  | -           | -           | -           | 19     | 3      |
| 2007-2008               | Gent                    | D1                      | 31         | 11         | CB              | 7               | 3               | Int                | 1                  | 0                  | -           | -           | -           | 39     | 14     |
| 2008-2009               | Gent                    | D1                      | 32         | 12         | CB              | 4               | 2               | CU                 | 2                  | 0                  | -           | -           | -           | 38     | 14     |
| Totale Gent             | Totale Gent             | Totale Gent             | 79         | 26         |                 | 13              | 5               |                    | 4                  | 0                  |             | -           | -           | 96     | 31     |
| 2009-2010               | Twente                  | ED                      | 34         | 24         | CO              | 3               | 3               | UCL+UEL            | 2+10               | 0+2                | -           | -           | -           | 48     | 28     |
| 2010-2011               | Twente                  | ED                      | 27         | 9          | CO              | 3               | 1               | UCL+UEL            | 5+4                | 0                  | SO          | 1           | 0           | 40     | 10     |
| ago. 2011               | Twente                  | ED                      | 4          | 2          | CO              | 0               | 0               | UCL                | 3                  | 2                  | SO          | 1           | 1           | 8      | 5      |
| Totale Twente           | Totale Twente           | Totale Twente           | 65         | 35         |                 | 6               | 4               |                    | 24                 | 4                  |             | 2           | 1           | 97     | 44     |
| ago. 2011-2012          | Fulham                  | PL                      | 27         | 2          | FACup+CdL       | 2+1             | 0               | UEL                | -                  | -                  | -           | -           | -           | 30     | 2      |
| 2012-2013               | Fulham                  | PL                      | 29         | 5          | FACup+CdL       | 2+1             | 0               | -                  | -                  | -                  | -           | -           | -           | 32     | 5      |
| 2013-gen. 2014          | Fulham                  | PL                      | 12         | 1          | FACup+CdL       | 0+2             | 0               | -                  | -                  | -                  | -           | -           | -           | 14     | 1      |
| gen.-giu. 2014          | PSV                     | ED                      | 14         | 5          | CO              | -               | -               | -                  | -                  | -                  | -           | -           | -           | 14     | 5      |
| 2014-2015               | Fulham                  | FLC                     | 29         | 4          | FACup+CdL       | 1+2             | 0+1             | -                  | -                  | -                  | -           | -           | -           | 32     | 5      |
| Totale Fulham           | Totale Fulham           | Totale Fulham           | 97         | 12         |                 | 11              | 1               |                    | -                  | -                  |             | -           | -           | 108    | 13     |
| 2015-2016               | Sporting Lisbona        | PL                      | 34         | 8          | CP+CdL          | 2+1             | 1+1             | UCL+UEL            | 2+6                | 0+3                | SP          | 1           | 0           | 46     | 13     |
| 2016-2017               | Sporting Lisbona        | PL                      | 32         | 2          | CP+CdL          | 2+2             | 0               | UCL                | 6                  | 1                  | -           | -           | -           | 42     | 3      |
| 2017-2018               | Sporting Lisbona        | PL                      | 20         | 2          | CP+CdL          | 3+4             | 0               | UCL+UEL            | 0+6                | 0                  | -           | -           | -           | 33     | 2      |
| Totale Sporting Lisbona | Totale Sporting Lisbona | Totale Sporting Lisbona | 86         | 12         |                 | 14              | 2               |                    | 20                 | 4                  |             | 1           | 0           | 121    | 18     |
| 2018                    | Santos                  | A1/SP+A                 | 0+12       | 0          | CB              | -               | -               | CL                 | 2                  | 0                  | -           | -           | -           | 14     | 0      |
| 2019                    | Santos                  | A1/SP+A                 | 0          | 0          | CB              | 0               | 0               | CS                 | 0                  | 0                  | -           | -           | -           | 0      | 0      |
| Totale Santos           | Totale Santos           | Totale Santos           | 12         | 0          |                 | -               | -               |                    | 2                  | 0                  |             | -           | -           | 14     | 0      |
| 2020-2021               | Alajuelense             | PD                      | 34+6       | 5+2        | -               | -               | -               | CL+CCL             | 4+1                | 1+0                | -           | -           | -           | 45     | 8      |
| 2021-2022               | Alajuelense             | PD                      | 33+9       | 2          | -               | -               | -               | CL                 | 2                  | 0                  | SC          | 1           | 0           | 45     | 2      |
| 2022-2023               | Alajuelense             | PD                      | 11+2       | 2          | -               | -               | -               | CL                 | 5                  | 0                  | -           | -           | -           | 18     | 2      |
| Totale Alajuelense      | Totale Alajuelense      | Totale Alajuelense      | 164+17     | 33+2       |                 | -               | -               |                    | 33                 | 12                 |             | 1           | 0           | 215    | 47     |
| Totale carriera         | Totale carriera         | Totale carriera         | 534        | 125        |                 | 44              | 12              |                    | 83                 | 20                 |             | 4           | 1           | 665    | 158    |

### Cronologia presenze e reti in nazionale
| Cronologia completa delle presenze e delle reti in nazionale ― Costa Rica | Cronologia completa delle presenze e delle reti in nazionale ― Costa Rica | Cronologia completa delle presenze e delle reti in nazionale ― Costa Rica | Cronologia completa delle presenze e delle reti in nazionale ― Costa Rica | Cronologia completa delle presenze e delle reti in nazionale ― Costa Rica | Cronologia completa delle presenze e delle reti in nazionale ― Costa Rica | Cronologia completa delle presenze e delle reti in nazionale ― Costa Rica | Cronologia completa delle presenze e delle reti in nazionale ― Costa Rica |
| Data                                                                      | Città                                                                     | In casa                                                                   | Risultato                                                                 | Ospiti                                                                    | Competizione                                                              | Reti                                                                      | Note                                                                      |
| ------------------------------------------------------------------------- | ------------------------------------------------------------------------- | ------------------------------------------------------------------------- | ------------------------------------------------------------------------- | ------------------------------------------------------------------------- | ------------------------------------------------------------------------- | ------------------------------------------------------------------------- | ------------------------------------------------------------------------- |
| 19-6-2005                                                                 | Changsha                                                                  | Cina                                                                      | 2 – 2                                                                     | Costa Rica                                                                | Amichevole                                                                | -                                                                         |                                                                           |
| 22-6-2005                                                                 | Canton                                                                    | Cina                                                                      | 2 – 0                                                                     | Costa Rica                                                                | Amichevole                                                                | -                                                                         |                                                                           |
| 7-7-2005                                                                  | Seattle                                                                   | Canada                                                                    | 0 – 1                                                                     | Costa Rica                                                                | Gold Cup 2005 - 1º turno                                                  | -                                                                         | 63’                                                                       |
| 9-7-2005                                                                  | Seattle                                                                   | Cuba                                                                      | 1 – 3                                                                     | Costa Rica                                                                | Gold Cup 2005 - 1º turno                                                  | -                                                                         | 46’                                                                       |
| 12-7-2005                                                                 | Foxborough                                                                | Stati Uniti                                                               | 0 – 0                                                                     | Costa Rica                                                                | Gold Cup 2005 - 1º turno                                                  | -                                                                         | 76’                                                                       |
| 16-7-2005                                                                 | Foxborough                                                                | Honduras                                                                  | 3 – 2                                                                     | Costa Rica                                                                | Gold Cup 2005 - Quarti di finale                                          | 1                                                                         | 72’                                                                       |
| 9-11-2005                                                                 | Fort-de-France                                                            | Francia                                                                   | 3 – 2                                                                     | Costa Rica                                                                | Amichevole                                                                | -                                                                         | 74’                                                                       |
| 2-9-2006                                                                  | Carouge                                                                   | Austria                                                                   | 2 – 2                                                                     | Costa Rica                                                                | Amichevole                                                                | -                                                                         | 76’                                                                       |
| 9-9-2006                                                                  | Ginevra                                                                   | Svizzera                                                                  | 2 – 0                                                                     | Costa Rica                                                                | Amichevole                                                                | -                                                                         | 46’                                                                       |
| 24-3-2007                                                                 | San José                                                                  | Costa Rica                                                                | 4 – 0                                                                     | Nuova Zelanda                                                             | Amichevole                                                                | 1                                                                         |                                                                           |
| 28-3-2007                                                                 | Talca                                                                     | Cile                                                                      | 1 – 1                                                                     | Costa Rica                                                                | Amichevole                                                                | -                                                                         | 63’                                                                       |
| 3-6-2007                                                                  | San Juan de Tibás                                                         | Costa Rica                                                                | 2 – 0                                                                     | Cile                                                                      | Amichevole                                                                | 1                                                                         | 54’ 67’                                                                   |
| 9-9-2007                                                                  | San José                                                                  | Costa Rica                                                                | 0 – 0 dts (3 – 2 dtr)                                                     | Honduras                                                                  | Amichevole                                                                | -                                                                         | 41’ 75’                                                                   |
| 12-9-2007                                                                 | Toronto                                                                   | Canada                                                                    | 1 – 1                                                                     | Costa Rica                                                                | Amichevole                                                                | -                                                                         | 84’                                                                       |
| 14-10-2007                                                                | San Salvador                                                              | El Salvador                                                               | 2 – 2                                                                     | Costa Rica                                                                | Amichevole                                                                | -                                                                         | 27’ 65’                                                                   |
| 6-2-2008                                                                  | Kingston                                                                  | Giamaica                                                                  | 1 – 1                                                                     | Costa Rica                                                                | Amichevole                                                                | -                                                                         | 66’                                                                       |
| 14-6-2008                                                                 | Saint George's                                                            | Grenada                                                                   | 2 – 2                                                                     | Costa Rica                                                                | Qual. Mondiali 2010                                                       | -                                                                         | 70’                                                                       |
| 22-6-2008                                                                 | San José                                                                  | Costa Rica                                                                | 3 – 0                                                                     | Grenada                                                                   | Qual. Mondiali 2010                                                       | 1                                                                         | 16’ 59’                                                                   |
| 21-8-2008                                                                 | San José                                                                  | Costa Rica                                                                | 1 – 0                                                                     | El Salvador                                                               | Qual. Mondiali 2010                                                       | -                                                                         | 46’                                                                       |
| 6-9-2008                                                                  | San José                                                                  | Costa Rica                                                                | 7 – 0                                                                     | Suriname                                                                  | Qual. Mondiali 2010                                                       | 1                                                                         | 54’                                                                       |
| 10-9-2008                                                                 | Port-au-Prince                                                            | Haiti                                                                     | 1 – 3                                                                     | Costa Rica                                                                | Qual. Mondiali 2010                                                       | 2                                                                         |                                                                           |
| 11-10-2008                                                                | Paramaribo                                                                | Suriname                                                                  | 1 – 4                                                                     | Costa Rica                                                                | Qual. Mondiali 2010                                                       | -                                                                         | 73’                                                                       |
| 16-10-2008                                                                | San Juan de Tibás                                                         | Costa Rica                                                                | 2 – 0                                                                     | Haiti                                                                     | Qual. Mondiali 2010                                                       | -                                                                         | 57’                                                                       |
| 29-3-2009                                                                 | Città del Messico                                                         | Messico                                                                   | 2 – 0                                                                     | Costa Rica                                                                | Qual. Mondiali 2010                                                       | -                                                                         |                                                                           |
| 1-4-2009                                                                  | Tibás                                                                     | Costa Rica                                                                | 1 – 0                                                                     | El Salvador                                                               | Qual. Mondiali 2010                                                       | -                                                                         |                                                                           |
| 4-6-2009                                                                  | San Juan de Tibás                                                         | Costa Rica                                                                | 3 – 1                                                                     | Stati Uniti                                                               | Qual. Mondiali 2010                                                       | -                                                                         | 77’                                                                       |
| 7-6-2009                                                                  | Scarborough                                                               | Trinidad e Tobago                                                         | 2 – 3                                                                     | Costa Rica                                                                | Qual. Mondiali 2010                                                       | -                                                                         | 47’ 51’                                                                   |
| 6-9-2009                                                                  | San Juan de Tibás                                                         | Costa Rica                                                                | 0 – 3                                                                     | Messico                                                                   | Qual. Mondiali 2010                                                       | -                                                                         |                                                                           |
| 10-9-2009                                                                 | San Salvador                                                              | El Salvador                                                               | 1 – 0                                                                     | Costa Rica                                                                | Qual. Mondiali 2010                                                       | -                                                                         | 76’                                                                       |
| 11-10-2009                                                                | San Juan de Tibás                                                         | Costa Rica                                                                | 4 – 0                                                                     | Trinidad e Tobago                                                         | Qual. Mondiali 2010                                                       | -                                                                         | 57’                                                                       |
| 15-10-2009                                                                | Washington                                                                | Stati Uniti                                                               | 2 – 2                                                                     | Costa Rica                                                                | Qual. Mondiali 2010                                                       | 2                                                                         | 82’                                                                       |
| 15-11-2009                                                                | San Juan de Tibás                                                         | Costa Rica                                                                | 0 – 1                                                                     | Uruguay                                                                   | Qual. Mondiali 2010                                                       | -                                                                         |                                                                           |
| 19-11-2009                                                                | Montevideo                                                                | Uruguay                                                                   | 1 – 1                                                                     | Costa Rica                                                                | Qual. Mondiali 2010                                                       | -                                                                         |                                                                           |
| 26-5-2010                                                                 | Lens                                                                      | Francia                                                                   | 2 – 1                                                                     | Costa Rica                                                                | Amichevole                                                                | -                                                                         |                                                                           |
| 1-6-2010                                                                  | Sion                                                                      | Svizzera                                                                  | 0 – 1                                                                     | Costa Rica                                                                | Amichevole                                                                | -                                                                         |                                                                           |
| 11-8-2010                                                                 | Asunción                                                                  | Paraguay                                                                  | 2 – 0                                                                     | Costa Rica                                                                | Amichevole                                                                | -                                                                         |                                                                           |
| 4-9-2010                                                                  | Panama                                                                    | Panama                                                                    | 2 – 2                                                                     | Costa Rica                                                                | Amichevole                                                                | -                                                                         | 84’                                                                       |
| 6-9-2010                                                                  | Kingston                                                                  | Giamaica                                                                  | 1 – 0                                                                     | Costa Rica                                                                | Amichevole                                                                | -                                                                         |                                                                           |
| 17-11-2010                                                                | Fort Lauderdale                                                           | Giamaica                                                                  | 0 – 0                                                                     | Costa Rica                                                                | Amichevole                                                                | -                                                                         |                                                                           |
| 29-3-2011                                                                 | San José                                                                  | Costa Rica                                                                | 0 – 0                                                                     | Argentina                                                                 | Amichevole                                                                | -                                                                         | Cap. 67’                                                                  |
| 10-6-2011                                                                 | Charlotte                                                                 | Costa Rica                                                                | 1 – 1                                                                     | El Salvador                                                               | Gold Cup 2011 - 1º turno                                                  | -                                                                         | 46’                                                                       |
| 13-6-2011                                                                 | Chicago                                                                   | Messico                                                                   | 4 – 1                                                                     | Costa Rica                                                                | Gold Cup 2011 - 1º turno                                                  | -                                                                         |                                                                           |
| 18-6-2011                                                                 | East Rutherford                                                           | Costa Rica                                                                | 1 – 1 dts (3 – 5 dtr)                                                     | Honduras                                                                  | Gold Cup 2011 - Quarti di finale                                          | -                                                                         |                                                                           |
| 10-8-2011                                                                 | San José                                                                  | Costa Rica                                                                | 0 – 2                                                                     | Ecuador                                                                   | Amichevole                                                                | -                                                                         | 61’                                                                       |
| 11-11-2011                                                                | Panama                                                                    | Panama                                                                    | 2 – 0                                                                     | Costa Rica                                                                | Amichevole                                                                | -                                                                         | 69’                                                                       |
| 15-11-2011                                                                | San José                                                                  | Costa Rica                                                                | 2 – 2                                                                     | Spagna                                                                    | Amichevole                                                                | -                                                                         | Cap. 89’                                                                  |
| 29-2-2012                                                                 | Cardiff                                                                   | Galles                                                                    | 0 – 1                                                                     | Costa Rica                                                                | Amichevole                                                                | -                                                                         | Cap.                                                                      |
| 15-8-2012                                                                 | San José                                                                  | Costa Rica                                                                | 0 – 1                                                                     | Perù                                                                      | Amichevole                                                                | -                                                                         | Cap.                                                                      |
| 12-10-2012                                                                | San Salvador                                                              | El Salvador                                                               | 0 – 1                                                                     | Costa Rica                                                                | Qual. Mondiali 2014                                                       | -                                                                         | Cap. 46’                                                                  |
| 7-2-2013                                                                  | Panama                                                                    | Panama                                                                    | 2 – 2                                                                     | Costa Rica                                                                | Qual. Mondiali 2014                                                       | 1                                                                         | Cap.                                                                      |
| 23-3-2013                                                                 | Commerce City                                                             | Stati Uniti                                                               | 1 – 0                                                                     | Costa Rica                                                                | Qual. Mondiali 2014                                                       | -                                                                         | Cap.                                                                      |
| 27-3-2013                                                                 | San José                                                                  | Costa Rica                                                                | 2 – 0                                                                     | Giamaica                                                                  | Qual. Mondiali 2014                                                       | -                                                                         | Cap.                                                                      |
| 8-6-2013                                                                  | San José                                                                  | Costa Rica                                                                | 1 – 0                                                                     | Honduras                                                                  | Qual. Mondiali 2014                                                       | -                                                                         | Cap. 69’                                                                  |
| 12-6-2013                                                                 | Città del Messico                                                         | Messico                                                                   | 0 – 0                                                                     | Costa Rica                                                                | Qual. Mondiali 2014                                                       | -                                                                         | Cap.                                                                      |
| 19-6-2013                                                                 | San José                                                                  | Costa Rica                                                                | 2 – 0                                                                     | Panama                                                                    | Qual. Mondiali 2014                                                       | 1                                                                         | Cap. 71’ 86’                                                              |
| 14-8-2013                                                                 | Santo Domingo                                                             | Rep. Dominicana                                                           | 0 – 4                                                                     | Costa Rica                                                                | Amichevole                                                                | -                                                                         | Cap. 76’                                                                  |
| 7-9-2013                                                                  | San José                                                                  | Costa Rica                                                                | 3 – 1                                                                     | Stati Uniti                                                               | Qual. Mondiali 2014                                                       | -                                                                         | Cap. 80’                                                                  |
| 11-9-2013                                                                 | Kingston                                                                  | Giamaica                                                                  | 1 – 1                                                                     | Costa Rica                                                                | Qual. Mondiali 2014                                                       | -                                                                         | Cap.                                                                      |
| 11-10-2013                                                                | San Pedro Sula                                                            | Honduras                                                                  | 1 – 0                                                                     | Costa Rica                                                                | Qual. Mondiali 2014                                                       | -                                                                         | Cap. 60’                                                                  |
| 16-10-2013                                                                | San José                                                                  | Costa Rica                                                                | 2 – 1                                                                     | Messico                                                                   | Qual. Mondiali 2014                                                       | 1                                                                         | Cap. 49’                                                                  |
| 5-3-2014                                                                  | San José                                                                  | Costa Rica                                                                | 2 – 1                                                                     | Paraguay                                                                  | Amichevole                                                                | -                                                                         | Cap. 77’                                                                  |
| 2-6-2014                                                                  | Tampa                                                                     | Costa Rica                                                                | 1 – 3                                                                     | Giappone                                                                  | Amichevole                                                                | 1                                                                         | Cap.                                                                      |
| 6-6-2014                                                                  | Chester                                                                   | Costa Rica                                                                | 1 – 1                                                                     | Irlanda                                                                   | Amichevole                                                                | -                                                                         | Cap. 74’                                                                  |
| 14-6-2014                                                                 | Fortaleza                                                                 | Uruguay                                                                   | 1 – 3                                                                     | Costa Rica                                                                | Mondiali 2014 - 1º turno                                                  | -                                                                         | Cap. 82’                                                                  |
| 20-6-2014                                                                 | Recife                                                                    | Italia                                                                    | 0 – 1                                                                     | Costa Rica                                                                | Mondiali 2014 - 1º turno                                                  | 1                                                                         | Cap. 81’                                                                  |
| 24-6-2014                                                                 | Recife                                                                    | Costa Rica                                                                | 0 – 0                                                                     | Inghilterra                                                               | Mondiali 2014 - 1º turno                                                  | -                                                                         | Cap.                                                                      |
| 29-6-2014                                                                 | Recife                                                                    | Costa Rica                                                                | 1 – 1 dts (5 – 3 dtr)                                                     | Grecia                                                                    | Mondiali 2014 - Ottavi di finale                                          | 1                                                                         | Cap. 70’                                                                  |
| 5-7-2014                                                                  | Salvador                                                                  | Paesi Bassi                                                               | 0 – 0 dts (4 – 3 dtr)                                                     | Costa Rica                                                                | Mondiali 2014 - Quarti di finale                                          | -                                                                         | Cap.                                                                      |
| 13-9-2014                                                                 | Los Angeles                                                               | Guatemala                                                                 | 1 – 2                                                                     | Costa Rica                                                                | Coppa centroamericana 2014 - Finale                                       | 1                                                                         | Cap.                                                                      |
| 10-10-2014                                                                | Mascate                                                                   | Oman                                                                      | 3 – 4                                                                     | Costa Rica                                                                | Amichevole                                                                | -                                                                         | Cap.                                                                      |
| 14-10-2014                                                                | Seul                                                                      | Corea del Sud                                                             | 1 – 3                                                                     | Costa Rica                                                                | Amichevole                                                                | -                                                                         | Cap.                                                                      |
| 14-11-2014                                                                | Montevideo                                                                | Uruguay                                                                   | 3 – 3 dts (6 – 7 dtr)                                                     | Costa Rica                                                                | Amichevole                                                                | 1                                                                         | Cap.                                                                      |
| 27-3-2015                                                                 | San José                                                                  | Costa Rica                                                                | 0 – 0                                                                     | Paraguay                                                                  | Amichevole                                                                | -                                                                         | Cap.                                                                      |
| 1-4-2015                                                                  | Panama                                                                    | Panama                                                                    | 2 – 1                                                                     | Costa Rica                                                                | Amichevole                                                                | -                                                                         | Cap.                                                                      |
| 6-6-2015                                                                  | Buenos Aires                                                              | Colombia                                                                  | 1 – 0                                                                     | Costa Rica                                                                | Amichevole                                                                | -                                                                         | Cap. 58’                                                                  |
| 11-6-2015                                                                 | León                                                                      | Spagna                                                                    | 2 – 1                                                                     | Costa Rica                                                                | Amichevole                                                                | -                                                                         | Cap.                                                                      |
| 27-6-2015                                                                 | Orlando                                                                   | Messico                                                                   | 2 – 2                                                                     | Costa Rica                                                                | Amichevole                                                                | -                                                                         | Cap. 42’ 82’                                                              |
| 8-7-2015                                                                  | Carson                                                                    | Costa Rica                                                                | 2 – 2                                                                     | Giamaica                                                                  | Gold Cup 2015 - 1º turno                                                  | -                                                                         | Cap. 69’                                                                  |
| 11-7-2015                                                                 | Houston                                                                   | Costa Rica                                                                | 1 – 1                                                                     | El Salvador                                                               | Gold Cup 2015 - 1º turno                                                  | 1                                                                         | Cap.                                                                      |
| 14-7-2015                                                                 | Toronto                                                                   | Canada                                                                    | 0 – 0                                                                     | Costa Rica                                                                | Gold Cup 2015 - 1º turno                                                  | -                                                                         | Cap.                                                                      |
| 19-7-2015                                                                 | East Rutherford                                                           | Messico                                                                   | 0 – 0 dts (1 - 0 dtr)                                                     | Costa Rica                                                                | Gold Cup 2015 - Quarti di finale                                          | -                                                                         | Cap. 79’                                                                  |
| 5-9-2015                                                                  | Harrison                                                                  | Brasile                                                                   | 1 – 0                                                                     | Costa Rica                                                                | Amichevole                                                                | -                                                                         | Cap. 80’                                                                  |
| 8-9-2015                                                                  | San José                                                                  | Costa Rica                                                                | 1 – 0                                                                     | Uruguay                                                                   | Amichevole                                                                | 1                                                                         | Cap.                                                                      |
| 13-11-2015                                                                | San José                                                                  | Costa Rica                                                                | 1 – 0                                                                     | Haiti                                                                     | Qual. Mondiali 2018                                                       | -                                                                         | Cap.                                                                      |
| 17-11-2015                                                                | Panama                                                                    | Panama                                                                    | 1 – 2                                                                     | Costa Rica                                                                | Qual. Mondiali 2018                                                       | 1                                                                         | Cap.                                                                      |
| 25-3-2016                                                                 | Kingston                                                                  | Giamaica                                                                  | 1 – 1                                                                     | Costa Rica                                                                | Qual. Mondiali 2018                                                       | -                                                                         | Cap.                                                                      |
| 29-3-2016                                                                 | San José                                                                  | Costa Rica                                                                | 3 – 0                                                                     | Giamaica                                                                  | Qual. Mondiali 2018                                                       | 1                                                                         | Cap. 51’                                                                  |
| 27-5-2016                                                                 | San José                                                                  | Costa Rica                                                                | 2 – 1                                                                     | Venezuela                                                                 | Amichevole                                                                | -                                                                         | Cap.                                                                      |
| 4-6-2016                                                                  | Orlando                                                                   | Costa Rica                                                                | 0 – 0                                                                     | Paraguay                                                                  | Coppa America Centenario - 1º turno                                       | -                                                                         | Cap. 78’                                                                  |
| 7-6-2016                                                                  | Chicago                                                                   | Stati Uniti                                                               | 4 – 0                                                                     | Costa Rica                                                                | Coppa America Centenario - 1º turno                                       | -                                                                         | Cap.                                                                      |
| 12-6-2016                                                                 | Houston                                                                   | Colombia                                                                  | 2 – 3                                                                     | Costa Rica                                                                | Coppa America Centenario - 1º turno                                       | -                                                                         | Cap. 79’                                                                  |
| 2-9-2016                                                                  | Port-au-Prince                                                            | Haiti                                                                     | 0 – 1                                                                     | Costa Rica                                                                | Qual. Mondiali 2018                                                       | -                                                                         | Cap. 63’                                                                  |
| 9-10-2016                                                                 | Krasnodar                                                                 | Russia                                                                    | 3 – 4                                                                     | Costa Rica                                                                | Amichevole                                                                | 1                                                                         | Cap. 70’                                                                  |
| 11-11-2016                                                                | Port of Spain                                                             | Trinidad e Tobago                                                         | 0 – 2                                                                     | Costa Rica                                                                | Qual. Mondiali 2018                                                       | -                                                                         | Cap. 77’                                                                  |
| 15-11-2016                                                                | San José                                                                  | Costa Rica                                                                | 4 – 0                                                                     | Stati Uniti                                                               | Qual. Mondiali 2018                                                       | -                                                                         | Cap. 84’                                                                  |
| 24-3-2017                                                                 | Città del Messico                                                         | Messico                                                                   | 2 – 0                                                                     | Costa Rica                                                                | Qual. Mondiali 2018                                                       | -                                                                         | Cap.                                                                      |
| 28-3-2017                                                                 | San Pedro Sula                                                            | Honduras                                                                  | 1 – 1                                                                     | Costa Rica                                                                | Qual. Mondiali 2018                                                       | -                                                                         | Cap.                                                                      |
| 9-6-2017                                                                  | San José                                                                  | Costa Rica                                                                | 0 – 0                                                                     | Panama                                                                    | Qual. Mondiali 2018                                                       | -                                                                         | Cap.                                                                      |
| 14-6-2017                                                                 | San José                                                                  | Costa Rica                                                                | 2 – 1                                                                     | Trinidad e Tobago                                                         | Qual. Mondiali 2018                                                       | 1                                                                         | Cap.                                                                      |
| 7-7-2017                                                                  | Harrison                                                                  | Honduras                                                                  | 0 – 1                                                                     | Costa Rica                                                                | Gold Cup 2017 - 1º turno                                                  | -                                                                         | Cap.                                                                      |
| 11-7-2017                                                                 | Houston                                                                   | Costa Rica                                                                | 1 – 1                                                                     | Canada                                                                    | Gold Cup 2017 - 1º turno                                                  | -                                                                         | Cap.                                                                      |
| 14-7-2017                                                                 | Frisco                                                                    | Costa Rica                                                                | 3 – 0                                                                     | Guyana francese                                                           | Gold Cup 2017 - 1º turno                                                  | -                                                                         | Cap.                                                                      |
| 19-7-2017                                                                 | Filadelfia                                                                | Costa Rica                                                                | 1 – 0                                                                     | Panama                                                                    | Gold Cup 2017 - Quarti di finale                                          | -                                                                         | Cap.                                                                      |
| 22-7-2017                                                                 | Arlington                                                                 | Stati Uniti                                                               | 2 – 0                                                                     | Costa Rica                                                                | Gold Cup 2017 - Semifinale                                                | -                                                                         | Cap.                                                                      |
| 1-9-2017                                                                  | Harrison                                                                  | Stati Uniti                                                               | 0 – 2                                                                     | Costa Rica                                                                | Qual. Mondiali 2018                                                       | -                                                                         | Cap.                                                                      |
| 5-9-2017                                                                  | San José                                                                  | Costa Rica                                                                | 1 – 1                                                                     | Messico                                                                   | Qual. Mondiali 2018                                                       | -                                                                         | Cap.                                                                      |
| 7-10-2017                                                                 | San José                                                                  | Costa Rica                                                                | 1 – 1                                                                     | Honduras                                                                  | Qual. Mondiali 2018                                                       | -                                                                         | Cap.                                                                      |
| 10-10-2017                                                                | Panama                                                                    | Panama                                                                    | 2 – 1                                                                     | Costa Rica                                                                | Qual. Mondiali 2018                                                       | -                                                                         | Cap. 69’                                                                  |
| 23-3-2018                                                                 | Glasgow                                                                   | Scozia                                                                    | 0 – 1                                                                     | Costa Rica                                                                | Amichevole                                                                | -                                                                         | Cap.                                                                      |
| 26-3-2018                                                                 | San José                                                                  | Costa Rica                                                                | 3 – 0                                                                     | Irlanda del Nord                                                          | Amichevole                                                                | -                                                                         | Cap.                                                                      |
| 11-6-2018                                                                 | Bruxelles                                                                 | Belgio                                                                    | 4 – 1                                                                     | Costa Rica                                                                | Amichevole                                                                | 1                                                                         | Cap. 67’                                                                  |
| 16-6-2018                                                                 | Samara                                                                    | Costa Rica                                                                | 0 – 1                                                                     | Serbia                                                                    | Mondiali 2018 - 1º turno                                                  | -                                                                         | Cap.                                                                      |
| 22-6-2018                                                                 | San Pietroburgo                                                           | Brasile                                                                   | 2 – 0                                                                     | Costa Rica                                                                | Mondiali 2018 - 1º turno                                                  | -                                                                         | Cap.                                                                      |
| 27-6-2018                                                                 | Nižnij Novgorod                                                           | Svizzera                                                                  | 2 – 2                                                                     | Costa Rica                                                                | Mondiali 2018 - 1º turno                                                  | -                                                                         | Cap.                                                                      |
| 12-10-2018                                                                | San Nicolás de los Garza                                                  | Messico                                                                   | 3 – 2                                                                     | Costa Rica                                                                | Amichevole                                                                | 1                                                                         | Cap. 62’                                                                  |
| 17-10-2018                                                                | Harrison                                                                  | Colombia                                                                  | 3 – 1                                                                     | Costa Rica                                                                | Amichevole                                                                | -                                                                         | Cap. 86’                                                                  |
| 16-11-2018                                                                | Rancagua                                                                  | Cile                                                                      | 2 – 3                                                                     | Costa Rica                                                                | Amichevole                                                                | -                                                                         | Cap. 70’                                                                  |
| 20-11-2018                                                                | Arequipa                                                                  | Perù                                                                      | 2 – 3                                                                     | Costa Rica                                                                | Amichevole                                                                | -                                                                         | Cap. 59’                                                                  |
| 22-3-2019                                                                 | Città del Guatemala                                                       | Guatemala                                                                 | 1 – 0                                                                     | Costa Rica                                                                | Amichevole                                                                | -                                                                         | 60’                                                                       |
| 27-3-2019                                                                 | San José                                                                  | Costa Rica                                                                | 1 – 0                                                                     | Giamaica                                                                  | Amichevole                                                                | -                                                                         | Cap. 83’                                                                  |
| 16-6-2019                                                                 | San José                                                                  | Costa Rica                                                                | 4 – 0                                                                     | Nicaragua                                                                 | Gold Cup 2019 - 1º turno                                                  | -                                                                         | 60’                                                                       |
| 21-6-2019                                                                 | Frisco                                                                    | Costa Rica                                                                | 2 – 1                                                                     | Bermuda                                                                   | Gold Cup 2019 - 1º turno                                                  | -                                                                         | 46’                                                                       |
| 24-6-2019                                                                 | Harrison                                                                  | Haiti                                                                     | 2 – 1                                                                     | Costa Rica                                                                | Gold Cup 2019 - 1º turno                                                  | -                                                                         | Cap. 70’                                                                  |
| 28-6-2019                                                                 | Houston                                                                   | Messico                                                                   | 1 – 1 dts (5 – 4 dtr)                                                     | Costa Rica                                                                | Gold Cup 2019 - Quarti di finale                                          | 1                                                                         | Cap. 111’                                                                 |
| 7-9-2019                                                                  | San José                                                                  | Costa Rica                                                                | 1 – 2                                                                     | Uruguay                                                                   | Amichevole                                                                | -                                                                         | Cap. 77’                                                                  |
| 27-3-2021                                                                 | Zenica                                                                    | Bosnia ed Erzegovina                                                      | 0 – 0                                                                     | Costa Rica                                                                | Amichevole                                                                | -                                                                         | Cap. 63’                                                                  |
| 30-3-2021                                                                 | Wiener Neustadt                                                           | Costa Rica                                                                | 0 – 1                                                                     | Messico                                                                   | Amichevole                                                                | -                                                                         | Cap. 81’                                                                  |
| 3-6-2021                                                                  | Denver                                                                    | Messico                                                                   | 0 – 0 dts (5 – 4 dtr)                                                     | Costa Rica                                                                | CONCACAF Nations League 2019-2020 - Semifinale                            | -                                                                         | Cap. 62’                                                                  |
| 6-6-2021                                                                  | Denver                                                                    | Honduras                                                                  | 2 – 2 dts (5 – 4 dtr)                                                     | Costa Rica                                                                | CONCACAF Nations League 2019-2020 - Finale 3º posto                       | -                                                                         | Cap. 58’                                                                  |
| 12-7-2021                                                                 | Orlando                                                                   | Costa Rica                                                                | 3 – 1                                                                     | Guadalupa                                                                 | Gold Cup 2021 - 1º turno                                                  | -                                                                         | Cap. 63’                                                                  |
| 20-7-2021                                                                 | Orlando                                                                   | Costa Rica                                                                | 1 – 0                                                                     | Giamaica                                                                  | Gold Cup 2021 - 1º turno                                                  | 1                                                                         | Cap. 65’                                                                  |
| 24-7-2021                                                                 | Arlington                                                                 | Costa Rica                                                                | 0 – 2                                                                     | Canada                                                                    | Gold Cup 2021 - Quarti di finale                                          | -                                                                         | 46’                                                                       |
| 2-9-2021                                                                  | Panama                                                                    | Panama                                                                    | 0 – 0                                                                     | Costa Rica                                                                | Qual. Mondiali 2022                                                       | -                                                                         | 74’                                                                       |
| 5-9-2021                                                                  | San José                                                                  | Costa Rica                                                                | 0 – 1                                                                     | Messico                                                                   | Qual. Mondiali 2022                                                       | -                                                                         | Cap. 81’                                                                  |
| 8-9-2021                                                                  | San José                                                                  | Costa Rica                                                                | 1 – 1                                                                     | Giamaica                                                                  | Qual. Mondiali 2022                                                       | -                                                                         | Cap. 90’                                                                  |
| 10-10-2021                                                                | San José                                                                  | Costa Rica                                                                | 2 – 1                                                                     | El Salvador                                                               | Qual. Mondiali 2022                                                       | 1                                                                         | Cap. 75’                                                                  |
| 13-10-2021                                                                | Columbus                                                                  | Stati Uniti                                                               | 2 – 1                                                                     | Costa Rica                                                                | Qual. Mondiali 2022                                                       | -                                                                         | Cap.                                                                      |
| 16-11-2021                                                                | San José                                                                  | Costa Rica                                                                | 2 – 1                                                                     | Honduras                                                                  | Qual. Mondiali 2022                                                       | -                                                                         | 46’                                                                       |
| 27-1-2022                                                                 | San José                                                                  | Costa Rica                                                                | 1 – 0                                                                     | Panama                                                                    | Qual. Mondiali 2022                                                       | 1                                                                         | 46’                                                                       |
| 30-1-2022                                                                 | Città del Messico                                                         | Messico                                                                   | 0 – 0                                                                     | Costa Rica                                                                | Qual. Mondiali 2022                                                       | -                                                                         | 75’                                                                       |
| 2-2-2022                                                                  | Kingston                                                                  | Giamaica                                                                  | 0 – 1                                                                     | Costa Rica                                                                | Qual. Mondiali 2022                                                       | -                                                                         | 46’                                                                       |
| 24-3-2022                                                                 | San José                                                                  | Costa Rica                                                                | 1 – 0                                                                     | Canada                                                                    | Qual. Mondiali 2022                                                       | -                                                                         | 46’                                                                       |
| 27-3-2022                                                                 | San Salvador                                                              | El Salvador                                                               | 1 – 2                                                                     | Costa Rica                                                                | Qual. Mondiali 2022                                                       | -                                                                         | 46’                                                                       |
| 14-6-2022                                                                 | Doha                                                                      | Costa Rica                                                                | 1 – 0                                                                     | Nuova Zelanda                                                             | Qual. Mondiali 2022                                                       | -                                                                         | 46’ 90+4’                                                                 |
| 27-9-2022                                                                 | Suwon                                                                     | Uzbekistan                                                                | 1 – 2                                                                     | Costa Rica                                                                | Amichevole                                                                | -                                                                         | 46’                                                                       |
| 10-11-2022                                                                | San José                                                                  | Costa Rica                                                                | 2 – 0                                                                     | Nigeria                                                                   | Amichevole                                                                | -                                                                         | Cap. 68’                                                                  |
| 23-11-2022                                                                | Doha                                                                      | Spagna                                                                    | 7 – 0                                                                     | Costa Rica                                                                | Mondiali 2022 - 1º turno                                                  | -                                                                         | 61’                                                                       |
| Totale                                                                    |                                                                           | Presenze (3º posto)                                                       | 147                                                                       |                                                                           | Reti (4º posto)                                                           | 29                                                                        |                                                                           |

## Palmarès

### Club

#### Competizioni nazionali
- Campionato costaricano: 2

LD Alajuelense: 2004-2005, 2020 Apertura
- Campionato olandese: 1

Twente: 2009-2010
- Supercoppa dei Paesi Bassi: 2

Twente: 2010, 2011
- Coppa dei Paesi Bassi: 1

Twente: 2010-2011
- Supercoppa di Portogallo: 1

Sporting CP: 2015
- Coppa di Lega portoghese: 1

Sporting Lisbona: 2017-2018

#### Competizioni internazionali
- CONCACAF Champions' Cup: 1

LD Alajuelense: 2004
- Copa Interclubes UNCAF: 1

LD Alajuelense: 2005
- CONCACAF League: 1

LD Alajuelense: 2020

### Nazionale
- Coppa centroamericana: 1

2014

### Individuale
- Squadra maschile CONCACAF del decennio 2011-2020 IFFHS: 1

2020